# 戰地風雲3
《战地3》是由DICE製作、美商藝電發行的一款第一人稱射擊遊戲。遊戲採用了新一代的寒霜2引擎，展現了更強大的3D細節效果，把动画、环境破坏、光照、地图和音效提升到一个新的高度。遊戲在2011年10月25日於Windows、PlayStation 3以及Xbox 360推出；本作曾计划推出Wii U版本不过已取消。《战地3》是第10款《战地》系列遊戲，也是《战地2》的正统續作，其續作《戰地風雲4》于2013年发售。

## 遊戲概要

### 單人遊戲

#### 角色
- 亨利·布列克中士（Sgt. Henry Blackburn）：隶属于美国海军陆战队第一侦察营，“米斯菲1-3”（Misfit 1-3）五人小队的队员。故事主角，也是玩家主要扮演的角色之一。
- 坎伯（Sgt. Steve Campo）：隶属于美国海军陆战队第一侦察营，“米斯菲1-3”五人小队的队员，布列克的战友，在关卡“进退两难”中被俄军苏-25攻击机击中阵亡。
- 迈特柯维克（PFC Christian Matkovic）：隶属于美国海军陆战队第一侦察营，“米斯菲1-3”五人小队的队员，布列克的战友，在关卡“进退两难”中被俄军苏-25攻击机击中阵亡。
- 蒙地斯（PFC David Montes）：隶属于美国海军陆战队第一侦察营，“米斯菲1-3”五人小队的队员，布列克的战友，在关卡“大毁灭者”最后被所罗门杀死。
- 查芬（Pvt. Jack Chaffin）：隶属于美国海军陆战队第一侦察营，“米斯菲1-3”五人小队的队员，布列克的战友，在关卡“碎剑者行动”中被PLR狙击手击中负伤。
- 柯尔（Capt.Quinton Cole）：“米斯菲”单位的指挥官，布列克的上司，在关卡“卡法洛夫”中企图逮捕帝玛而被布列克射杀。
- 喬纳生·米勒中士（Sgt. Jonathan Miller）：隶属于美国海军陆战队第一坦克营，是C连代号“铁砧3-4”（Anvil 3-4）的M1A2“艾布蘭”主战坦克的操作员。在关卡“嫉恶如仇”最后被PLR俘获，并被所罗门和巴夏尔录制视频并杀害。玩家可扮演角色之一。
- 珍妮佛·霍金斯上尉（Lt. Jennifer Hawkins）：美国海军武器系统官，乔治·布希号航空母舰上代号“鲨鱼4-6”（Shark 4-6）的F/A-18F“大黄蜂”战斗攻击机的武器系统官。玩家可扮演的角色之一。
- 迪米特里·“帝玛”·马雅柯夫斯基（Dimitri "Dima" Mayakovsky）：俄羅斯总参谋部情报总局特工，前信號旗小組隊員。玩家可扮演角色之一。(在战地4“极地监狱”一关出现，并在该关卡结尾战死）
- 弗拉迪米尔·卡瑪里夫斯基（Vladimir Kamarivsky）：帝玛的战友，在关卡“战友”中因被爆炸而溅射的钢条穿透身体而阵亡。
- 奇里尔（Kiril）：帝玛的战友。
- 所罗门（Solomon）：美国中央情报局特工，PLR的幕后支持者和实际的领袖，试图在纽约引爆核弹而最终被布列克在纽约时代广场用砖块打死。
- 法鲁克·阿尔·巴夏尔（Faruk Al-Bashir）：PLR挂名的领袖。在关卡“夜袭”中被米斯菲小队抓获，揭露了所罗门的阴谋，最后伤重不治身亡。
- 阿米尔·卡法洛夫（Amir Kaffarov）：俄罗斯的一个军火商，从俄罗斯偷走了3枚核弹并卖给了PLR。在关卡“卡法洛夫”中被帝玛打死。

#### 劇情
故事发生在公元2014年，美国海军陆战队第一侦察营“米斯菲1-3”（Misfit 1-3）五人战术小队的亨利·布列克中士，在伊拉克库尔德斯坦的苏莱曼尼亚维和行动中搜索负责搜查IED制造地点時失去聯繫的友军部队时，遭到来自伊朗的名为人民解放抵抗组织（People's Liberation and Resistance，简称PLR）的武装分子袭击。在激烈交火中，当地发生大地震，PLR乘乱發動政變控制了整个伊朗。爬出废墟的布列克在目睹了一位名为所罗门（Solomon）的神秘人物出现后杀出重围与战友会合，残余美军全部撤离。
美国为首的盟军随后对伊朗发动战争，布列克的小队在海军航空兵的支援下发起“断头台行动”进入德黑兰抓捕PLR领袖法鲁克·巴夏爾（Farukh Al-Bashir），但是在一家银行的金库内却发现了可装三颗俄制微型核弹的箱子以及纽约和巴黎的地图和火车时间表，其中有两颗核弹不翼而飞。由於銀行隨時都可能倒塌，布列克的小隊向上級求援，在喬纳生·米勒中士（Sgt. Jonathan "Jono" Miller）所驾驶的M1A2坦克的增援下成功帶著核弹撤出，但米勒及其坦克乘員在等待救援的过程中被敌军包围並俘获。隨后米勒被巴夏爾和所罗门处死，处死的短片被放到了网络上。布列克的小队在不久後重返德黑兰，趁着夜色突袭了巴夏尔藏匿的住所，但是在追捕過程中不慎使巴夏爾受到重傷。在撤退的飛機上，巴夏爾透露了所罗门意图核攻击纽约和巴黎的计划，然后伤重不治。
隨後，布列克的小队根据从巴夏爾的手机中所获知的情报，前往伊朗北部抓捕巴夏爾的军火供应商阿米尔·卡法洛夫（Amir Kaffarov），在行動中遭遇了为了同一目的而来的俄罗斯空降兵的攻擊。一行人与俄军交火，冲出山谷，但这也导致队友坎伯和迈特柯维克因为俄军战机的空袭而丧生。布列克在進入卡法洛夫的别墅后遇到了先行攻入的俄罗斯总参情报总局（GRU）特工迪米特里·“帝玛”·马雅柯夫斯基（Dimitri "Dima" Mayakovsky），帝玛向布列克解释了卡法洛夫从俄罗斯走私了三枚微型核弹并将核弹卖给了所罗门，以及所罗门要对巴黎和纽约发动核爆攻击的真相。同时说服了布列克与他合作阻止核爆和美俄战争的爆发。而此时布列克的上司柯尔上尉（Cpt. Cole）赶到并试图逮捕帝玛，迫使布列克不得不将其射杀以让帝玛脱身。此举导致布列克被军事法庭逮捕并交给中情局审问。与此同时，帝玛与GRU的战友赶到巴黎试图阻止所羅門將微型核彈引爆，在泛欧交易所和巴黎街头激战之后却发现落入圈套，核弹在别处被引爆造成了超过八万人死亡，帝玛與其戰友雖然倖免于难，但是由於直接暴露在強大核輻射中而遭到嚴重輻射汙染。
布列克承认射杀了柯尔上尉，令中情局不再相信布列克的警告，将挑起战争的责任全部推向俄国，并透露所罗门是为中情局服务的海外特工。意识到形势紧迫，布列克在战友大卫·蒙地斯（David Montes）的协助下逃出并且追赶所罗门，一番追逐後，大卫被所羅門開槍射殺，但同時所羅門的手槍也沒有子彈了。一輪肉搏戰後，布列克本最终在众目睽睽的时代广场之下，用磚塊将所羅門敲死，並找到了失踪的第二枚核彈。
結局最後一段，是在巴黎遭受嚴重核輻射汙染的帝玛一段充滿哲學性的談話，故事隨著一聲槍枝上膛聲和敲門聲結束。
以下是各任務在時間線上的排序、任務開始地點及關卡編號：
碎劍者行動（Operation Swordbreaker）－2014年3月15日 祖魯時間 1300 伊拉克 阿爾蘇萊曼尼亞－第2關
暴動（Uprising）－2014年3月15日 祖魯時間 2036 伊拉克 阿爾蘇萊曼尼亞－第3關
追獵行動（Going Hunting）－2014年10月31日 祖魯時間 0600 布希號航母－第4關
斷頭台行動（Operation Guillotine）－2014年10月31日 祖魯時間 0645 伊朗 德黑蘭－第5關
迅雷行動（Thunder Run）－2014年10月31日 祖魯時間 0915 伊朗 德黑蘭－第7關
嫉惡如仇（Fear No Evil）－2014年10月31日 祖魯時間　1045 伊朗 德黑蘭－第8關
夜襲（Night Shift）－2014年11月2日 祖魯時間 0358 伊朗 德黑蘭－第9關
進退兩難（Rock and a Hard Place）－2014年11月9日 祖魯時間 0810 伊朗 阿拉茲山谷－第10關
卡法洛夫（Kaffarov）－2014年11月9日 祖魯時間 0830 亞塞拜然 阿拉茲山谷－第11關
戰友（Comrades）－2014年11月13日 祖魯時間 1320 法國 巴黎－第6關
大毀滅者（The Great Destroyer）－2014年11月14日 美東時間 1755 美國 長島（紐約）－第12關
永遠忠誠（Semper Fidelis）－2014年11月14日 美東時間 約1800 美國 長島（紐約）－第1關
（永遠忠誠為大毀滅者中一开头的小段劇情。）

### 多人遊戲
戰地風雲3的多人遊戲模式有四種兵種：突擊兵、支援兵、工程兵和偵察兵。突擊兵側重於使用突擊步枪和及提供隊友醫療。支援兵主要為供給彈藥及使用輕機枪提供火力壓制的兵種。工程兵側重於維修及摧毀車輛、掩體或建築物。偵察兵側重偵察及長距離狙擊敵人。遊戲模式主要分為：征服，突襲，小隊突襲，團隊死鬥和小隊死鬥等。戰地風雲3的PC版沒有功能主菜單；而是通過网页瀏覽器從Battlelog網站進行網上連線對戰或進行合作模式（CO-OP）。與前作不同的是戰地風雲3只容許使用單一的角色，並不支援使用新建角色的功能。

#### 操作
戰地風雲3改變以往過去的固定式武器配置，取消所有固定式輕機槍和固定式防空飛彈，固定式輕機槍由支援兵的輕機槍搭配兩腳架所取代，而固定式防空飛彈則由工程兵的解鎖武器單人防空飛彈（美軍為FIM-92；俄軍為SA-18）所取代。只有固定式反戰車武器和固定式防空炮依然存在於遊戲中。
軍刀殺敵的作法也較過去有些許不同，欲取得敵人狗牌須從敵人側面或後面襲擊玩家，從這些位置揮刀時，將會有一小段殺敵的連續動作，進入連續動作時，玩家將無法控制，必須等待動作完成後（即殺死敵人並得取狗牌後）才能恢復控制，在攻擊期間玩家可能會遭受攻擊；玩家亦可以選擇正面快速揮刀攻擊敵人，但正面揮刀殺敵的作法不一定能觸發一刀擊殺敵人並奪取狗牌的動作。
另外，戰地風雲3可以執行“火力壓制”的戰略，例如可以使用支援兵的輕機枪藉由掃射敵方陣地或敵軍所在位置的方式壓制躲藏的敵軍，被壓制的一方畫面則會開始呈現模糊，難以瞄準。而且遭到火力壓制期間槍枝的命中率會大幅下降。

#### 地圖
戰地風雲3提供了9張多人連線地圖（不包含DLC），家用機版最多容許24人對戰，PC版最多容許64人對戰。所有地圖均支援征服，突襲，小隊突襲，團隊死鬥和小隊死鬥模式。4張迷你地圖則包含搶攻征服，槍神和近距離團隊死鬥模式。4張面積最大地圖新增裝甲優勢的模式。

### 合作模式
2011年的Gamescom展会上DICE展示了一个以新的合作模式为特色的演示，同时指出将不会有分屏模式。DICE还指出，战地3的新Battlelog社交网络将与所有合作比赛相关联，允许玩家尝试打败朋友的分数并跟踪他们的表现。游玩合作模式允许玩家收集点数，以解锁可在多人游戏中使用的额外内容。

## 游戏开发
《战地3》的开发以PC平台为优先平台，而非像一般的跨平台游戏一样以主机平台为优先。Xbox 360和PC版本的游戏都是采用2张DVD的包装，而PS3的版本使用的是1张蓝光光碟。
《战地3》采用了DICE全新开发的寒霜2引擎，新的寒霜2引擎比以前的版本可以在更大的程度上真实地刻画出游戏中建筑和场景的破坏。与之前的版本相比，新引擎还可以支持人口密度更大的城市地区。
《战地3》不仅采用了新的游戏引擎，在游戏的人物角色动画上也采用名为“ANT”的新技术。ANT技术曾用于EA Sports旗下的著名足球游戏《FIFA》系列和其他EA Sports的体育游戏，不过《战地3》所使用的ANT技术与之前有所更改：《战地3》的ANT技术能用来创建一个更加贴和真人士兵动作的游戏角色，并且使人物的动作过渡更加自然，比如在转身时头部会比身体更早转；在预告片中，可以看到“将倒下的队友转移到安全地带，并且在地图上的各个区域都能捡起武器投入战斗”。

### PlayStation 3独占内容
2011年6月6日，在索尼的E3 2011展前发布会上，索尼电脑娱乐北美的总裁杰克·特雷頓宣布PlayStation 3版本的《战地3》将会免费附赠一份《戰地風雲1943》，但是当《战地3》正式发售时并没有这一赠品。EA则改口称将为PS3版的战地玩家优先提供本作的DLC内容，以代替免费的《战地1943》。11月20日，Edelson McGuire律师事务所代表那些失望的PS3玩家向法院提出对EA的控诉，而诉讼的焦点在于EA对于改变原计划的通告及其第二个方案中提到的已经公布了的DLC。在被向法院控诉未能提供E3展上所承诺的免费游戏之后，EA迅速做出反应：他们将向已经购买PS3版本的《战地3》玩家提供《战地1943》的免费下载版。

### Wii U版本
2011年6月7日，在任天堂的E3 2011展前发布会上，EA的CEO约翰·里奇蒂耶洛表示对任天堂刚刚公布的新家用机Wii U很有兴趣，在其登台演说中大屏幕有显示《战地3》。不过时任《战地3》的执行制作人（现Rovio创意总监）帕特里克·刘表示DICE工作室目前还没有为Wii U平台开发的任何项目，所以本作的Wii U版本“不大可能会发生”。

### 游戏測試
《戰地風雲3》的多人Alpha測試時間于2011年7月19日開始至8月1日結束，需要購買《榮譽勛章2010限量版》的玩家才有機會參加Alpha測試。
《戰地風雲3》的多人Beta測試時間于2011年9月29日開始至10月10日結束，覆蓋遊戲將發售在其上的三個遊戲平臺。而已購買 Tier 1版《榮譽勛章2010》的玩家和通过Origin預購數位限定版《战地3》的玩家可以提前48小時進入游戏。

### 彩蛋
《战地3》及其DLC中包含了大量的彩蛋。在游戏的隐藏区域中包含了大量对EA旗下其他游戏系列的致敬，例如《镜之边缘》和《质量效应》。一些消息来源暗示部分彩蛋是对未来战地风云系列续作和DLC的预告。在“夜襲”关卡中，玩家在一座商城里保护巴夏爾，在货架上摆放的几款游戏中有一款名为“Frostbite”，指代了《战地3》使用的寒霜引擎。多人游戏地图“威克岛”（Wake Island）中的一堵墙标着编号“2143”，而在终局DLC的另一张地图上出现了一艘科幻风格的气垫船，这些似乎都在暗示2006年的《战地2142》的续作《战地2143》正在制作中。
几个恐龙有关的彩蛋——例如地图“内班丹浅滩”中的飞行翼手龙和各种地图上的霸王龙头骨或玩具雕像——似乎在暗示着未来将会发布恐龙有关的游戏或DLC，这些可能推出的游戏都没有得到EA的确认。

## 营销与游戏发布

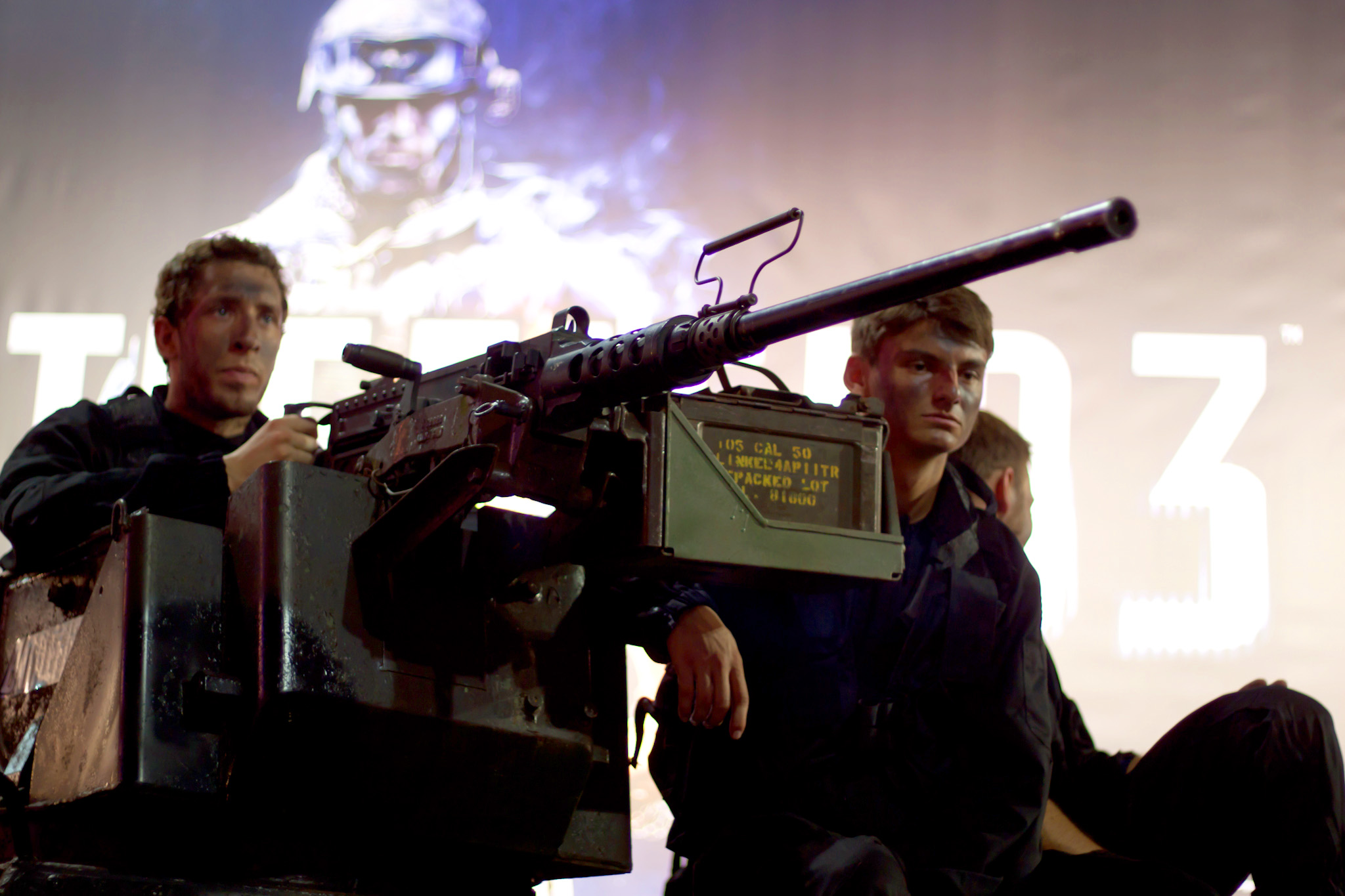
2011年巴黎游戏周中的宣传活动

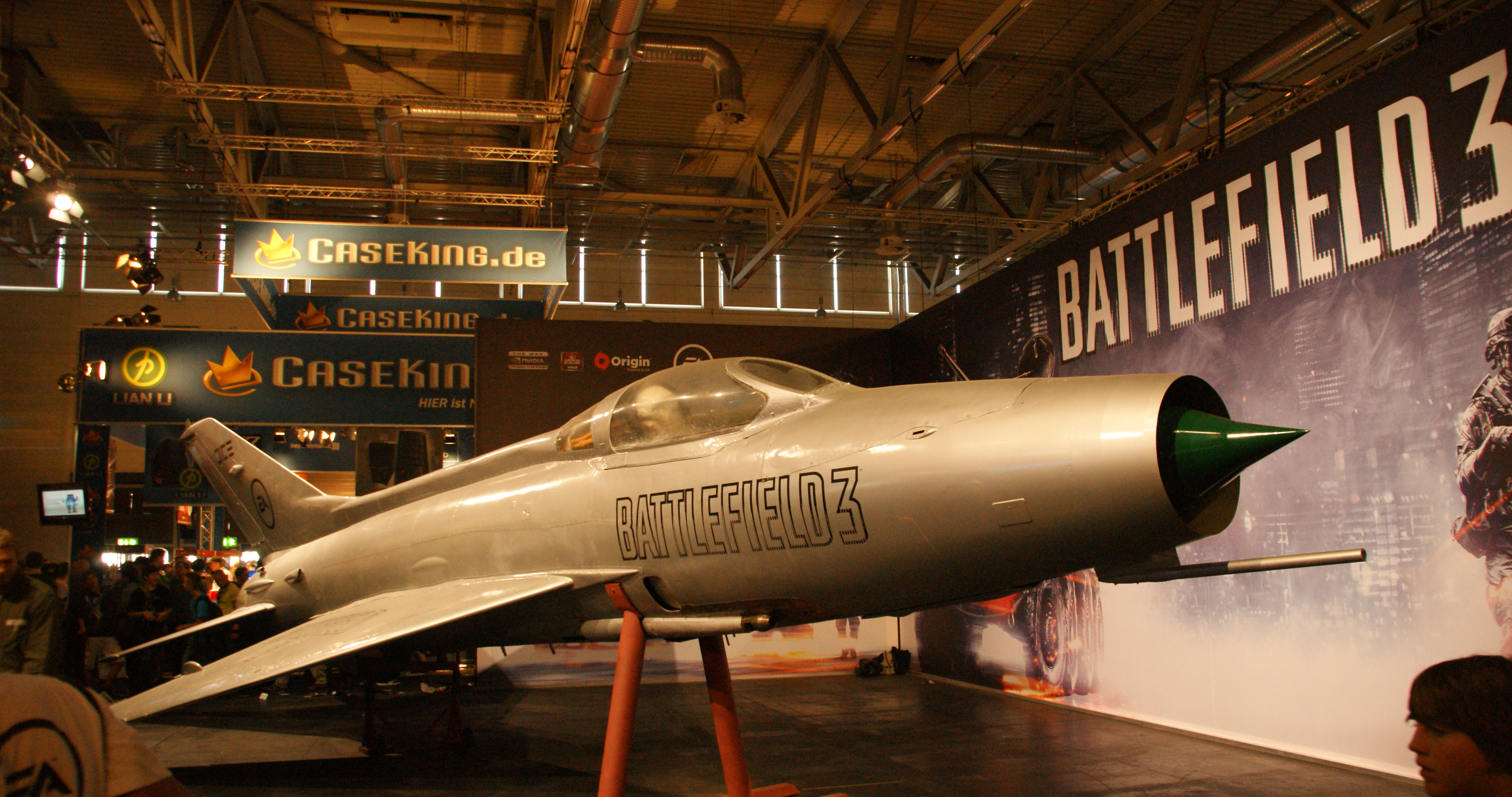
一架MiG-21在Gamescom 2011的宣传活动中被展示

战地风云3于2011年2月3日由Game Informer所披露。报道中包括了游戏开发过程信息和对开发者DICE的采访，以及三个预告片：一个预告片和“断层线”关卡系列视频的前两部分。发布的其他几个预告片展示了游戏单人和多人游戏的不同方面，同时强调了新的寒霜2引擎。 2011年8月16日，合作游戏玩法和“里海边境多人游戏预告片”在Gamescom 2011上展示，分别展示了合作模式和空战的第一段镜头。
预告片的发布在游戏发布前一周为游戏带来了极高的期待。EA发布了多人游戏预告片，其中展示了多人游戏中可用的各种地图，以及实际游戏玩法的简短场景。它还包含一张包含在“重返卡肯”DLC中的地图照片。10月22日，EA发布了游戏正式发布预告片，展示了单人战役中的各种任务。
EA首席执行官约翰·里奇蒂洛表示，战地3旨在与使命召唤系列竞争，EA计划花费超过1亿美元用于战地3的营销活动。EA在宣传中表示《战地3》完全优于《使命召唤》，还表示EA正在在《战地3》上进行“进攻性”的营销 ，并且很早就开始了相关活动，以建立一个“滩头阵地”。任何通过战地3官方网站观看过电影《勇者行动》预告片的人可以免费获得游戏内狗牌。
为了在日本进行营销和发行，EA与世嘉的日本分公司合作在全国发行游戏。 2017年1月，该游戏向后兼容Xbox One（连同《战地：叛逆连队2》），随后被添加到EA Access服务中。

### 预购促销
所有限量版预购者都可以免费获得重返卡肯DLC，参考了“强袭卡肯”地图（一张流行的战地2地图），其中包括从战地2带来的四张地图，十张新武器、四款新载具、五项新成就/奖杯，以及系列的新内容“小任务”。扩展包中的地图包括：强袭卡肯（Strike at Karkand）、阿曼湾（Gulf of Oman）、威克岛（Wake Island）和半岛电视台（Sharqi Peninsula）。
在指定零售商和Origin预购将赠送“Physical Warfare Pack”，授予限时的访问独占武器和装备的权限；包括轻机枪、狙击步枪配件和穿甲弹。还包括在发布日即可使用需要解锁的DAO-12半自动霰弹枪。部分零售商的预购还提供“特种部队迷彩涂装包”、“狗牌包”和主机玩家的战地3特别头像。在Origin预购可让玩家获得Battlefield Play4Free中的霰弹枪和贝雷帽，并提前48小时访问战地3Beta测试版。
最初“Physical Warfare Pack”专供预购玩家，但粉丝群体对此的反应负面，导致EA后来澄清该内容将在该年晚些时候向所有玩家免费提供。 2011年9月2日，该内容包的预告片在YouTube上发布，展示了包中包含的所有内容在游戏中的表现。
除重返卡肯DLC之外，预购玩家从第一天起就可以使用上述的所有内容。“Physical Warfare Pack”于2011年12月6日针对PS3发布，一周后对Xbox 360和PC玩家发布。

### 在线通行证
要在主机上访问游戏的在线多人游戏模式，玩家需要激活在线通行证。游戏的新副本包括一个供游戏的原始所有者访问多人游戏的在线通行证；但是，如果玩家想要购买二手游戏或租用游戏，他们必须单独购买在线通行证，或通过官方游戏网站游玩48小时试用版。当被问及为什么开发人员要实施通行证系统时，游戏设计师艾伦·克茨回答说，“因为游戏的服务器要花钱，而二手游戏不会让开发人员赚钱。” r一些在线密码自购买之时起就失效了，EA对此的回应是告知受影响的消费者向零售商索要替换密码。
要在主机上访问游戏的在线多人游戏模式，玩家需要激活在线通行证。游戏的新副本包括一个供游戏的原始所有者访问多人游戏的在线通行证；但是，如果玩家想要购买二手游戏或租用游戏，他们必须单独购买在线通行证，或通过官方游戏网站游玩48小时试用版。当被问及为什么开发人员要实施通行证系统时，游戏设计师艾伦·克茨回答说，“因为游戏的服务器要花钱，而二手游戏不会让开发人员赚钱。” 然而，一些在线密码自购买之时起就失效了，EA对此的回应是告知受影响的消费者向零售商索要替换密码。

### DLC（可下载内容）

#### 重返卡肯（Back to Karkand）
第一个DLC重返卡肯（Back to Karkand）在游戏正式发布前被宣布，并于2011年12月13日针对PC和Xbox 360发布，而PS3玩家则可以提前一周游玩。DLC的价格为15美元，但所有购买了限量版的用户都可以免费游玩。它包含四张从战地2重制并增强破坏效果的地图、三辆新车辆和十种新武器和新的小任务与狗牌。

#### 正面交鋒（Close Quarters）
在GDC 2012上，DICE透露游戏将还会有另外三个DLC。第二个DLC正面交鋒（Close Quarters）于2012年6月推出，DLC让玩家“投進瘋狂無情的步兵戰鬥中”，其中包括四张面向步兵的新地图、十种新武器、高清的场景破坏、十项新任务、五个独特的狗牌以及一种新的游戏模式——征服抢攻，一种适合较小规模和空间的征服模式。

#### 装甲杀戮（Armored Kill）
第三个DLC装甲杀戮（Armored Kill）于2012年9月4日面向PS3高级会员推出，9月11日面向Xbox 360和PC用户推出。该DLC于2012年9月25日面向PS3和Xbox 360的非高级会员用户开放。装甲杀戮DLC旨在让玩家“在全新的四張地圖上展開全面載具大戰”，DLC包括五种可以同样在游戏本体中使用的新载具，特别是坦克、ATV和機動式火砲，以及新的面向载具的四张“《戰地風雲》史上规模最大的地图”。

#### 戰後餘生（Aftermath）
在战地3高级会员的预告片中透露了一个名为戰後餘生（Aftermath）的DLC 。DLC旨在让玩家“在戰後伊朗被摧毀的區域、街道和城市為取得控制權和生存而戰“，并引入了三種改裝後用來“展現工程創造力與火力“的載具，同时还加入全新的荒蕩征服模式，讓玩家探索废墟環境，在战斗中寻找散落于废墟中的武器。它于2012年11月27日向PS3高级会员订阅者发布，并于2012年12月4日向PC和Xbox 360高级会员订阅者发布。DLC于2012年12月11日在PS3面向非高级会员订阅者发布，并在PC和Xbox 360上于2012年12月18日发布。DICE发布的一段视频显示，DLC中将会有包含一个带有可定制瞄准镜和各种不同种类弩箭的弩“Xbow”。

#### 終局（End Game）
第五个DLC終局（End Game）包含了“針對高速戰鬥動作所設計”的四張新地圖，并引入了包括越野摩托車的三種新載具和可支援地面部隊的空投APC砲艇，同时经典的夺旗模式回归。DLC于2013年3月5日面向PS3高级会员玩家发布，并于2013年3月12日面向PC和Xbox 360高级会员发布，然后于2013年3月19日面向PS3非高级会员玩家以及一周后的面向PC和Xbox 360发布。
该DLC是与Visceral Games联合开发的。

### 小说
安迪·麦克纳布执笔一个战地3的外传小说名为 《战地3:特工迪马》（Battlefield 3: The Russian）, 主要写了俄罗斯特种部队俄羅斯軍事情報局（GRU）的特工迪米特里“帝玛”马雅可夫斯基和他的战友军事打击PLR的故事。他同时也是游戏的军事战术顾问。小说2011年10月15日出版，翻译版2013年7月1日出版印刷，中文版ISBN为9787229067731，冯蔚骁译，重庆出版社出版。

## 原声大碟
官方原声大碟在游戏发布的前一天：10月24日发布。在iTunes和亚马逊均有售卖。作曲者为 Johan Skugge 和 Jukka Rintamäki.
| 战地3原声大碟（游戏原声）（数字版） (35:59) | 战地3原声大碟（游戏原声）（数字版） (35:59) | 战地3原声大碟（游戏原声）（数字版） (35:59) | 战地3原声大碟（游戏原声）（数字版） (35:59) |
| 曲序                                        | 曲目                                        | 词曲                                        | 时长                                        |
| ------------------------------------------- | ------------------------------------------- | ------------------------------------------- | ------------------------------------------- |
| 1.                                          | 战地3主题曲                                 | Johan Skugge & Jukka Rintamäki              | 1:56                                        |
| 2.                                          | 迅雷行动                                    | Johan Skugge & Jukka Rintamäki              | 2:51                                        |
| 3.                                          | 导火索                                      | Johan Skugge & Jukka Rintamäki              | 0:33                                        |
| 4.                                          | 所罗门主旋律（败北旋律）                    | Johan Skugge & Jukka Rintamäki              | 2:51                                        |
| 5.                                          | 火花                                        | Johan Skugge & Jukka Rintamäki              | 0:43                                        |
| 6.                                          | 寒霜                                        | Johan Skugge & Jukka Rintamäki              | 0:49                                        |
| 7.                                          | 世界失衡（弗拉基米尔的死神）                | Johan Skugge & Jukka Rintamäki              | 2:17                                        |
| 8.                                          | 火雨行动                                    | Johan Skugge & Jukka Rintamäki              | 3:06                                        |
| 9.                                          | 卡法罗夫                                    | Johan Skugge & Jukka Rintamäki              | 1:05                                        |
| 10.                                         | 地铁行动                                    | Johan Skugge & Jukka Rintamäki              | 2:03                                        |
| 11.                                         | 联交所                                      | Johan Skugge & Jukka Rintamäki              | 0:53                                        |
| 12.                                         | 震颤                                        | Johan Skugge & Jukka Rintamäki              | 2:04                                        |
| 13.                                         | 震颤                                        | Johan Skugge & Jukka Rintamäki              | 2:15                                        |
| 14.                                         | 黑金                                        | Johan Skugge & Jukka Rintamäki              | 1:23                                        |
| 15.                                         | 大毁灭者                                    | Johan Skugge & Jukka Rintamäki              | 2:22                                        |
| 16.                                         | 追猎行动                                    | Johan Skugge & Jukka Rintamäki              | 0:54                                        |
| 17.                                         | 抗命                                        | Johan Skugge & Jukka Rintamäki              | 0:48                                        |
| 18.                                         | 民族，正义和信仰（审讯布列克）              | Johan Skugge & Jukka Rintamäki              | 6:39                                        |
| 19.                                         | 战地3暗旋律                                 | Johan Skugge & Jukka Rintamäki              | 0:32                                        |

2013年3月26日豪华版原声被放出，引入了10首新的游戏原声。
| 战地3豪华原声大碟（游戏原声）（数字版）(17:25) | 战地3豪华原声大碟（游戏原声）（数字版）(17:25) | 战地3豪华原声大碟（游戏原声）（数字版）(17:25) | 战地3豪华原声大碟（游戏原声）（数字版）(17:25) |
| 曲序                                           | 曲目                                           | 词曲                                           | 时长                                           |
| ---------------------------------------------- | ---------------------------------------------- | ---------------------------------------------- | ---------------------------------------------- |
| 1.                                             | 正面交锋                                       | Johan Skugge & Jukka Rintamäki                 | 1:35                                           |
| 2.                                             | 黑点                                           | Johan Skugge & Jukka Rintamäki                 | 0:44                                           |
| 3.                                             | 坦克之诗                                       | Johan Skugge & Jukka Rintamäki                 | 2:06                                           |
| 4.                                             | 锐利战机                                       | Johan Skugge & Jukka Rintamäki                 | 1:45                                           |
| 5.                                             | MMT                                            | Johan Skugge & Jukka Rintamäki                 | 2:10                                           |
| 6.                                             | 发表启示                                       | Johan Skugge & Jukka Rintamäki                 | 1:43                                           |
| 7.                                             | 寒霜之基                                       | Johan Skugge & Jukka Rintamäki                 | 2:06                                           |
| 8.                                             | 豪华版发布                                     | Johan Skugge & Jukka Rintamäki                 | 2:02                                           |
| 9.                                             | 游戏结束                                       | Johan Skugge & Jukka Rintamäki                 | 1:38                                           |
| 10.                                            | 登出                                           | Johan Skugge & Jukka Rintamäki                 | 1:36                                           |

## 评价

### 主要评价
《战地风云3》获得的评价大多是正面的。IGN在所有平台上给了游戏9.0分（满分 10.0），并赞扬了游戏的画质和多人游戏，但批评游戏引擎偶尔出现的BUG与故障，但仍然给了游戏大部分正面评价：“尽管有叙事失误和偶尔出现的小问题，《战地3》都提供了令人难忘的世界级多人游戏体验，肯定会让射击游戏迷兴奋不已。” 
Joystiq给游戏打了4星（满分5星），称战役“主要是线性的”，游戏中的AI“打起来毫无乐趣”。多人游戏方面也有一些问题，称场景破坏程度低于预期：“这不是叛逆连队2，地图不会像前代中那样在开始时保持完整，到结束时被摧残得如同月球表面一般。”然而，他们确实称赞游戏的多人游戏体验“无与伦比”，并表示这应该是购买该游戏的唯一理由。
GameSpot在所有平台上给战地3打了8.5分（满分10分）。他们赞扬了多人游戏模式的深度、种类繁多的车辆、许多精心设计的环境以及出色的团队合作奖励系统。合作模式受到好评；对合作任务的唯一批评是其任务的数量太少了。
官方Xbox杂志给游戏打了9分（满分10分），称赞游戏的多人游戏模式，但批评了单人战役。同样，官方Xbox杂志（英国）给游戏打了8 分（满分10分），称赞它的多人游戏并称其为“迄今为止最广阔、最精致的战地多人游戏体验”。

### 销售
据EA称，《战地风云3》在发布之日就获得了300万份预购。据出版商称，预购总数使其成为“EA历史发售上最大的第一人称射击游戏”。发布两天后，EA首席执行官 John Riccitiello 在投资者电话会议上宣布，《战地风云3》在发布一周内已售出1000万份，其中 300 万份为预购。 EA表示，该游戏在发售的第一周内就售出了500万套，轻松成为其销售最快的游戏。一个月后，EA首席财务官埃里克·布朗宣布战地3已售出800万份，发行商已向零售商出货1200万份游戏，比发布周的出货量多200万份。著名的EA首席运营官彼得·摩尔坚持认为，《战地风云3》成功地夺取了《使命召唤8：现代战争3》的市场份额。2012年6月29日，EA透露该游戏已售出1500万份。
在日本，《战地风云3》在PS3上售出约123,379份，在Xbox 360上售出27,723份。在第一周，PS3平台上售出了18,792份，总计142,171份，后续售出8,094份，总计150,265份。

### 其他回应
玩家被要求杀死一只正在攻击角色的老鼠的场景受到了善待动物组织(PETA)的批评。在该组织德国办事处发布的一份新闻稿中，它声称该游戏“以虐待狂的方式对待动物”。该新闻稿还进一步表示，该场景可能“对年轻男性目标观众产生残酷影响”。
战地3中各种场景的再现，例如多人模式中的大型市集“Grand Bazaar”地图中对现实生活中的大市集以及其他的场景的还原非常准确。在伊朗游戏玩家抗议游戏发布并要求制作组道歉后，伊朗对于伊朗境内设置的场景作出反应，禁止了《战地3》的销售。由于该游戏尚未在该国正式发行，当局同时也在严格执行防止游戏盗版分发的工作。

### 奖项
- 最佳射击游戏，2011年IGN玩家之选奖[95]
- 最佳多人游戏，2011年IGN玩家之选奖[96]
- 最佳Xbox 360射击游戏、2011年IGN年度最佳奖和2011年IGN玩家之选奖[97]
- 最佳Xbox 360多人游戏、2011年IGN年度最佳奖和2011年IGN玩家之选奖[98]
- 最佳PS3射击游戏，2011年IGN玩家之选奖[99]
- 最佳PS3多人游戏、2011年IGN年度最佳奖和2011年IGN玩家之选奖[100]
- 最佳PC射击游戏、2011年IGN年度最佳奖和2011年IGN玩家之选奖[101][102]
- 最佳PC多人游戏、2011年IGN年度最佳奖和2011年IGN玩家之选奖

## 相關条目
- 战地风云系列
- Frostbite引擎
- EA Digital Illusions CE
- Electronic Arts